# Marguerite-D'Youville (municipalité régionale de comté)
Pour les articles homonymes, voir Marguerite d'Youville (homonymie).
Marguerite-D'Youville est une municipalité régionale de comté (MRC) du Québec (Canada) dans la région de la Montérégie. Son chef-lieu est Verchères. Avant 2011, elle porte le nom de Lajemmerais. 

## Histoire
En 2002, dans le cadre des réorganisations des municipalités du Québec, la ville de Boucherville – la plus populeuse de la municipalité régionale de comté (MRC) de Lajemmerais – est soustraite du territoire de la MRC pour être transférée dans le territoire de la nouvelle ville de Longueuil. Lorsque cette dernière sera partiellement dissoute et la ville de Boucherville reconstituée, elle demeure tout de même rattachée à l'agglomération de Longueuil. 
Le 12 février 2011, la municipalité régionale de comté de Lajemmerais changea son nom pour municipalité régionale de comté de Marguerite-D'Youville.
Le nom de Lajemmerais donné à la MRC vient du père de Marguerite d'Youville, Christophe Dufrost de Lajemmerais. Cet homme de guerre breton arriva au Canada en 1687 et se distingua par sa bravoure notamment lors des guerres contre les Iroquois. Il fut remarqué par la marquise de Vaudreuil, comme en témoigne une lettre conservée aux Archives de la Marine à Paris : 
« M. de La Jemmerais a parfaitement bien servi dans la guerre des Iroquois et a couru risque, nombre de fois, d'être pris et brûlé vif par ces barbares. Cette bravoure lui valut la confiance de ses chefs et le commandement de postes importants. »
Les ancêtres de Marguerite d'Youville écrivaient « de La Gemmerais ».

## Géographie

### Entités territoriales
La MRC est constituée de six municipalités locales.
| Nom             | Statut       | Population 2021 | Superficie (km2) | Densité (h/km2) | Ref. |
| --------------- | ------------ | --------------- | ---------------- | --------------- | ---- |
| Calixa-Lavallée | Municipalité | 509             | 32,8             | 15,52           |      |
| Contrecœur      | Ville        | 9 480           | 87,6             | 108,22          |      |
| Saint-Amable    | Ville        | 13 322          | 37               | 360,05          |      |
| Sainte-Julie    | Ville        | 30 045          | 48,9             | 614,42          |      |
| Varennes        | Ville        | 21 198          | 114,4            | 185,3           |      |
| Verchères       | Municipalité | 5 759           | 85,2             | 67,59           |      |
| Total           | Total        | 80 313          | 405,9            | 197,86          |      |

## Démographie
En 2001, la ville subit une diminution importante de sa population, en raison du rattachement de Boucherville à Longueuil par le gouvernement du Québec. 
| 1991   | 1996   | 2001   | 2006   | 2011   | 2016   | 2021   |
| ------ | ------ | ------ | ------ | ------ | ------ | ------ |
| 85 720 | 95 618 | 64 010 | 69 881 | 74 416 | 77 550 | 80 313 |

## Administration
Les installations scolaires sont administrées par le Centre de services scolaire des Patriotes (anciennement la Commission scolaire des Patriotes), à l'exception d'un établissement privé.